# Estación Naranjo
Estación Naranjo es un pueblo del municipio de Sinaloa y cabecera de la sindicatura del mismo nombre, localizado al norte del estado mexicano de Sinaloa.

## Toponimia
El origen del nombre ha causado opiniones separadas. 
Siempre se ha atribuido a trabajadores ferrocarrileros encargados de tender la vía, quienes instalaron su campamento a la orilla del arroyo Ocoroni, en donde existía un árbol de naranjo donde se resguardaban bajo su sombra. Esto que siempre se ha dicho, ha presentado individuos en contra de esta afirmación diciendo que no es verdad, explicando que en el mapa del estado de Sinaloa del año 1898 ya aparece el poblado con el nombre de Naranjo, al pasar la punta de fierro, solo se le antepuso el calificativo de estación, pasando de "Naranjo" a "Estación Naranjo".
en el año de 1907, concluye el tendido de las vías de ferrocarril, en el tramo que comprende estación sufragio-estación león Fonseca, de ese dato existe una placa metálica incrustada en el puente negro localizado en el cajón del arroyo Ocoroni en el tramo de la carretera naranjo-Sinaloa de Leyva.
el mito o afirmaciones que el nombre de la población de naranjo proviene de que, algunos trabajadores ocupados en el tendido y construcción de las vías del ferrocarril resguardaban sus herramientas, incluso que sestaban a la sombra de un frondoso árbol de naranjo, puede ser posible esa afirmación, sin embargo un árbol de naranjo requiere atención y muchos años para poder ser una planta frondosa y productiva ,razón demás para pensar que efectivamente, si existió ese árbol, pero atendido por sus dueños, que con toda seguridad habitaron ese lugar mucho antes de lo que se dice,fue fundado el pueblo de naranjo.

## Historia

### Fundación
De la fundación de Est. Naranjo siempre se ha puesto como punto de fundación el paso de la PUNTA DE FIERRO en 1907, pero en realidad esto es falso, en el año 1898 el gobierno del estado de Sinaloa publicó un mapa oficial, en ese mapa ya aparece el poblado de NARANJO, en realidad para que NARANJO aparezca en este mapa, debió haber sido entonces un poblado de considerable tamaño, lo cual nos puede llevar a pensar conservadoramente que NARANJO se fundó a mediados del siglo XIX y no a principios del siglo XX, aunque cabe la posibilidad que, a principios de 1800, Naranjo haya sido ya un pequeño caserío.(Nota importante:El citado mapa se encuentra en la Casa de la Cultura de Pericos, Sinaloa, para quienes gusten corroborarlo).
A Estación Naranjo llegó el año 1907, "la punta de hierro", o sea el frente de trabajo de la construcción del Ferrocarril Sud Pacífico de México, hoy Ferrocarril del Pacífico, cuando apenas existían una cuantas casitas ocupadas por sus escasos moradores, dedicados principalmente a la cría de ganado y a la siembra de maíz. 
La Construcción del ferrocarril contribuyó considerablemente al desarrollo del lugar, y ya para la década de los veinte, Naranjo era un pueblo bien trazado, con 27 cuadras o manzanas de 10 mil metros cuadrados y calles rectas de 20 metros de ancho. En la misma época se registró un fuerte incremento en los embarques por ferrocarril motivado por las abundantes cosechas de garbanzo producidas por el vecino Municipio de Guasave, que eran adquiridas en su totalidad por firmas españolas cuyos agentes comerciales efectuaban sus operaciones y embarques en esta plaza. Las plantaciones de legumbres de exportación también ayudaron a mejorar la economía del pueblo y su desarrollo.

### El bombardeo de 1929
En 1929, con motivo de la revuelta de Los Renovadores y Los Colorados, Estación Naranjo fue bombardeado. Uno de los bandos sotenía ocupado el lugar con un fuerte contingente de federales llegados en ferrocarril. El bando contrario, intentando apoderarse de la plaza, los atacó por aire utilizando aviones biplanos del tipo Stearman, de fabricación estadounidense. Afortunadamente hubo pocas víctimas entre la población civil, ya que la mayoría abandonó el lugar al tenerse aviso de lo que iba a ocurrir; entre los federales también hubo pocas bajas ya que en esos primeros bombardeos las bombas lanzadas desde el aire eran de poca precisión al llegar a tierra, lo que daba tiempo de escapar a sus impactos. Con este suceso, Naranjo se cuenta entre los primeros y pocos lugares del país que han sufrido un bombardeo aéreo, aunque destaca por ser el único pueblo de entre todos.

### Época de bonanza
El terreno donde fue fundado Naranjo fue donado por el Sr. Francisco Echavarría Aguirre, quien además se encargó de que el poblado fuese planeado y trazado debidamente, urbanizándolo en manzanas de 10 solares de mil metros cuadrados cada uno, mismos que fueron puestos a la venta a razón de $60.00 cada lote y con facilidades de pago. El producto de esas ventas fue controlado por el Departamento de Fomento del Gobierno del Estado, a través de su representante local Sr. Juan Manuel Gutiérrez Candil. Con la planeación efectuada se dispuso de terreno suficiente para la edificación de escuelas, mercado, plazuela y campos deportivos. En 1930, fue construido un campo de aterrizaje de 800 por 100 m para usos agrícolas. Su construcción estuvo a cargo de la firma Echavarría, que desde tiempo antes se dedicaba al cultivo de garbanzo y legumbres.

## Geografía

### Localización
Se encuentra a 27 km al noreste de la Ciudad de Guasave y a 84 km al suroeste de Los Mochis.

### Cuerpos de agua
En el pueblo se encuentran diversos cuerpos de agua como lo pueden ser el Jahuey de las Viejas, Jahuey del Naranjo, Jahuey del Oscuro, Jahuey del Melón, Jahuey de la Piedrera o Arroyo Ocoroni. 
El estado de estos, depende de la época del año, cuando es 

### División administrativa
Es cabecera de sindicatura de los pueblos vecinos: Alfredo V. Bonfil, Ejido Campo 6, Naranjo Segundo, La Pitahaya, El Oscuro, Campito Zamora, Playa Segunda,  Paredón Blanco, Tres Reyes, Tres Marías, El Palotal, El Alamito, Casas Nuevas, La Playita, El Garbanzo y El aguajito.

## Demografía
- Población: 3700 mujeres, 3300 hombres. (Datos estimados al 2005).
- Emigración: Tijuana B.C, Nogales Sonora, California, Arizona, Guasave, Culiacán.
- Educación: 4 planteles de preescolar, 4 primarias, 1 secundaria y 2 preparatorias.
- Deportes: equipo de Béisbol Los Alijadores en Liga de Béisbol de primera fuerza “Peimbert Camacho”.

### Religión
Estación Naranjo es un pueblo mayoritariamente católico, perteneció a la parroquia de San Felipe y Santiago de Sinaloa de Leyva, a donde los sacerdotes iban a celebrar la Santa Misa y algunos sacramentos, fue a mediados de los años cincuenta del siglo XX que llegó el primer sacerdote, el Pbro. Ignacio Salas, quien inició la construcción del templo del Sagrado corazón, el cual inicialmente se quería dedicar a San Francisco de Asís en agradecimiento a los donativos que hiciera el Sr. Francisco Echavarria Rojo, un contribuidor del actual templo. Don Francisco, declinó que el templo se dedicara a San Francisco y se tomó entonces al Sagrado Corazón de Jesús como patrón. 
Después del padre Salas, a la comunidad llegaron los siguientes sacerdotes: 
Pbro. Abel López Guizar (+), Pbro. Francisco Rosas Montaño (+), Pbro. Javier Antonio Ramírez Ruelas, Pbro. Salvador Sánchez Hernández, Pbro. Nicolás Estrada Alvarado (+), Pbro. Luis Rentería, Pbro. Carlos R. López L. (primer sacerdote originario de Est. Naranjo, que fue quien le dio al templo la ornamentación actual), Pbro.Antonio Méndez Gutiérrez, Pbro. Esteban González Lara (+), después llegó el Padre Gilberto Ascencio, le sigue el Padre Paúl Sánchez Arámburo y actualmente el Padre José Antonio Flores.
A Est. Naranjo, la primera iglesia evangélica pentecostal fue: la "Iglesia" Apostólica de la Fe en Cristo Jesús, cuyos promotores iniciales Chalita Armenta y Abel Morabello, terminaron como católicos practicantes en Guadalajara, Jal. Después llegaron otras religiones: adventistas del séptimo día, metodistas libres, testigos de Jehová, cada una de estas denominaciones cuentan con un lugar de culto.
El campo religioso de Estación Naranjo se caracteriza por una mayoría  en la gente tolerante hacia distintas religiones, existiendo mayoritariamente respeto por la libertad religiosa, por lo cual en el pueblo nunca han existido conflictos grandes entre religiones.
En Est. Naranjo existen tres templos católicos, la sede parroquial dedicada al Sagrado Corazón de Jesús, el templo de la Sra. De Guadalupe en el Ejido Alfredo V. Bonfil y el dedicado a la Señora del Rosario.

## Cultura

### Gastronomía
En la comida regional se ha visto el reflejo de ser un poblado en el norte de México, pues mucha de la gastronmía que se consume en otras partes de este, también lo es en este lugar. Se aprecia su cercanía a poblados costeros o con grandes masas d
Algunos ejemplos de la comida regional son: 
Chilorio, chicharrones, asientos, cocido, tacos de cabeza de res, menudo, coricos, pan de mujer, distintos tipos de tamales, tostadas y gorditas. 
El consumo de bebidas frescas con distintos sabores es popular en el centro del pueblo, por lo que en este sitio hay distintos establecimientos donde estos se venden, como son algunos aguas frescas tradicionales o licuados de leche. 
La restauración es una economía fuerte por lo que en todo el territorio se pueden encontrar distintos tipos de restaurantes como el de la comida rápida como tortas, hamburguesas, hotdogs o salchipapas que es muy bien recibida por los pobladores, por lo cual hay varias de estas, así como también las gorditas o sopes, que son ofrecidos en distintos restaurantes de la zona.
Es popular además la gastronomía extranjera, se pueden encontrar negocios de comidas no mexicanas. Los más visitados son los locales de comida japonesa, estadounidense, italiana o china.

### Folclor
En el poblado de La Playita, al norte de Estación Naranjo se celebran las festividades de Semana Santa, con bailables indígenas del pueblo mayo, incluyen canciones cantadas en la lengua cahita (yoreme).

## Comunicaciones
- Carretera Estatal: desde la Carretera internacional México 15 a Est. Naranjo (Entronque conocido como La 19), son 24 km, pasando por pueblos como La Noria,La Trinidad y El Palotal. Actualmente esta importante ruta que estaba en pésimo estado, está siendo restaurada, a la fecha se calcula que un 80% de la misma está en perfectas condiciones, las autoridades pusieron atención, y demostraron que cumplen  no más cada vez que llegan las etapas electorales, seguiremos esperando que esta carretera sea de cuatro carriles al menos hasta Est. Naranjo, pero eso le falta mucho, conformemonos con tenerla al 100%, lo demás solo se queda en promesas.
- Por esta misma carretera se encuentra el Aeropuerto Regional: está a 16 km de Estación Naranjo, cuenta con líneas áreas con conexiones a B.C.S y Chihuahua.
- Carretera Vecinal: desde Est. Naranjo a Ocoroni, son 18 km, pasando por pueblos como La Playita.
- Camino Vecinal: 24 km desde Est. Naranjo a la cabecera municipal Sinaloa de Leyva, pasando por los pueblos La Playa Segunda y Paredón Blanco y ya está terminada.
- Estación de Ferrocarril: hacia al norte 680 km a Nogales Sonora y al sur 785 km a Guadalajara Jalisco. Cuenta con amplios patios de maniobra para el embarque de productos agrícolas cosechados en la región.

## Actividades económicas
La agricultura es el claro fuerte de esta comunidad, con varias personas dependiendo de esta actividad por ser su fuente de empleo ya sea primaria o 
- Aserradero: Fabricación de todo tipo de madera para empaques según la temporada.
- Cría de Ganado: Rancho Las Torres, Rancho el Melón y muchas rancherías, que es su principal fuente de ingresos.
- Agricultura: Maíz y frijol, sorgo, soya, trigo, tomate.
- Comercializadora de granos: Bodegas para almacenar granos cultivados en la región.

### Tierras ejidales
3.000 hectáreas, de las cuales 2.000 son cultivables, 1.000 con escasa vegetación, pero pueden ser desmontadas para incorporarlas al cultivo.